# Навахо (окръг)
Окръг Навахо (на английски: Navajo County) е окръг в щата Аризона, Съединени американски щати. Площта му е 25 794 km², а населението – 110 026 души (2016). Административен център е град Холбрук.

## Градове
- Пайнтоп-Лейксайд
- Сноуфлейк
- Уинслоу
- Шоу Лоу